# جاكوبو مانسيلا
جاكوبو مانسيلا (بالإسبانية: Jacobo Mansilla)‏ (15 يونيو 1987 في الأرجنتين - ) هو لاعب كرة قدم أرجنتيني في مركز الوسط. لعب مع أوليمبو وإنديبندينتي وديفينسوريس دي بيلغرانو وكيلمس ونادي أتليتيكو كولون وClub Atlético Brown ‏.

## وصلات خارجية
- جاكوبو مانسيلا على موقع قاعدة بيانات كرة القدم.إي يو (الإنجليزية)
- جاكوبو مانسيلا على موقع Soccerway.com (الإنجليزية)